# Toyo Tires
Toyo Tire Corporation, познат као Toyo Tires, јапанско је предузеће за производњу гума за моторна возила са седиштем у Итамију.

## Галерија
- Формула са Toyo Tires гумама у Лонг Бичу
- Типичне Toyo Tires гуме за све терене
-Toyo Tires гуме на аутомобилу
- Камионет Робија Гордона који спонзорише
- Аутомобил Вона Гитина